# Namenmonument (Antwerpen)
Het Namenmonument in Antwerpen is een gepland oorlogsmonument ter herdenking aan Antwerpse slachtoffers van de Tweede Wereldoorlog. De namen van Holocaustslachtoffers, burgerslachtoffers, slachtoffers van het nazigeweld en militaire slachtoffers zullen een plek krijgen op het monument. Het gaat om ongeveer 25.000 namen. De eerste steenlegging is gepland voor 2025 en het monument zal gesitueerd worden op de Loodswezensite aan de Scheldekaaien bij het Loodswezen.
Vanaf september 2024 is de site tevens de vaste plaats voor de jaarlijkse herdenkingsplechtigheid voor de Antwerpse oorlogsslachtoffers. 

## Achtergrond
In september 2021 startte het FelixArchief met een onderzoek naar de namen van de ongeveer 25.000 slachtoffers. Het gaat om personen die in Antwerpen woonden of stierven tijdens de Tweede Wereldoorlog. In 2022 werd een ontwerpteam onder leiding van Bureau Bas Smets gekozen dat de heraanleg van het openbaar domein en de plaatsing van het monument op zich zal nemen. In september van 2023 werden de definitieve ontwerptekeningen voor de site goedgekeurd.
Over het namenmonument zei burgemeester Bart De Wever: “Het nieuwe namenmonument is een belangrijke veruitwendiging van het versterken van ons herinneringsbeleid. Mee dankzij de inzichten van de vertegenwoordigers van de verschillende slachtoffergroepen hebben we nu de keuze gemaakt voor een tijdloos ontwerp, dat op een zeer natuurlijke wijze ingebed wordt in het kaaiweefsel. Dit namenmonument zal Schelde en stad verbinden en volgende generaties Antwerpenaren uitnodigen om stil te staan bij de overleden slachtoffers van de zwartste bladzijden uit de geschiedenis van onze stad, hen gepast te herdenken, en onze democratische waarden beter te begrijpen. Want vrijheid is nooit vanzelfsprekend.” 
Vanaf 25 juni 2024 is er een tijdelijke expositie op de Loodswezensite met onder meer verhalen over de Tweede Wereldoorlog en de ontwikkeling van het monument. Datzelfde jaar werd op 8 september de eerste herdenkingsplechtigheid gehouden op de site. De bevrijdingsherdenking zal vanaf dat jaar jaarlijks op deze locatie plaatsvinden.

## Ontwerp
Het Namenmonument zal bestaan uit zes gedenkmuren met daartussen drie herinneringstuinen. Deze tuinen worden vernoemd naar architect Hugo Van Kuyck, verzetsstrijder en Holocaustoverlevende Eva Fastag, en verzetsstrijder Marcel Louette. Deze drie Antwerpenaren zijn gekozen vanwege hun grote betrokkenheid tijdens de Tweede Wereldoorlog en hun belangrijke rol in het verzet.
De muren zullen geplaatst worden op de locatie van de voormalige vlietmuren van de Brouwersvliet, Sint-Pietersvliet en de Koolvliet. De namen van de ongeveer 25.000 slachtoffers worden gegraveerd op plaatjes natuursteen. De kleur van het plaatje is afhankelijk van de leeftijdsgroep van het slachtoffer. De gedenkmuren hebben een totale lengte van 336 meter.
Naast een fysiek monument komt er ook een digitaal monument waar de gegevens van de slachtoffers te raadplegen zijn.

## Galerij

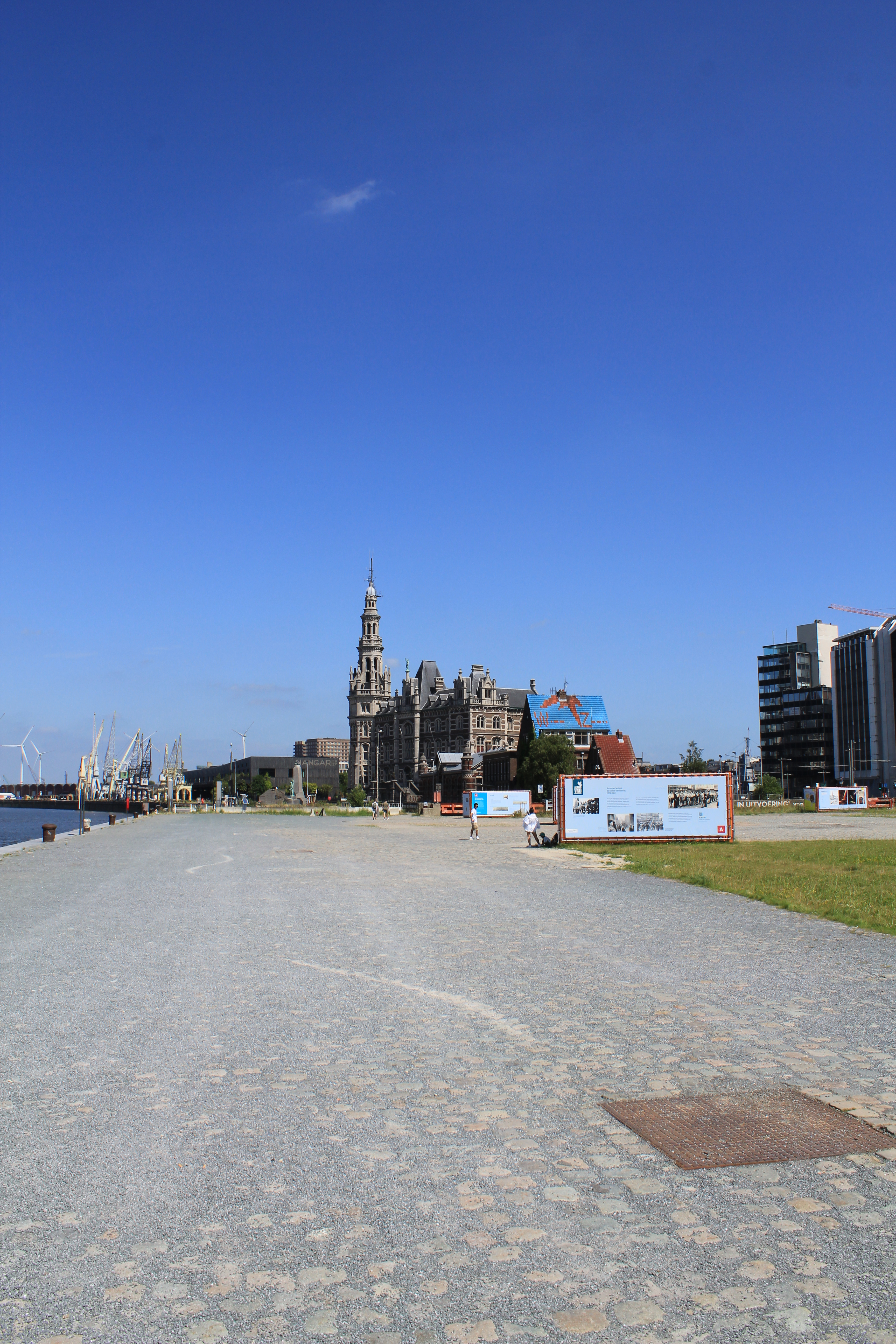
De Loodswezensite waar het namenmonument geplaatst zal worden
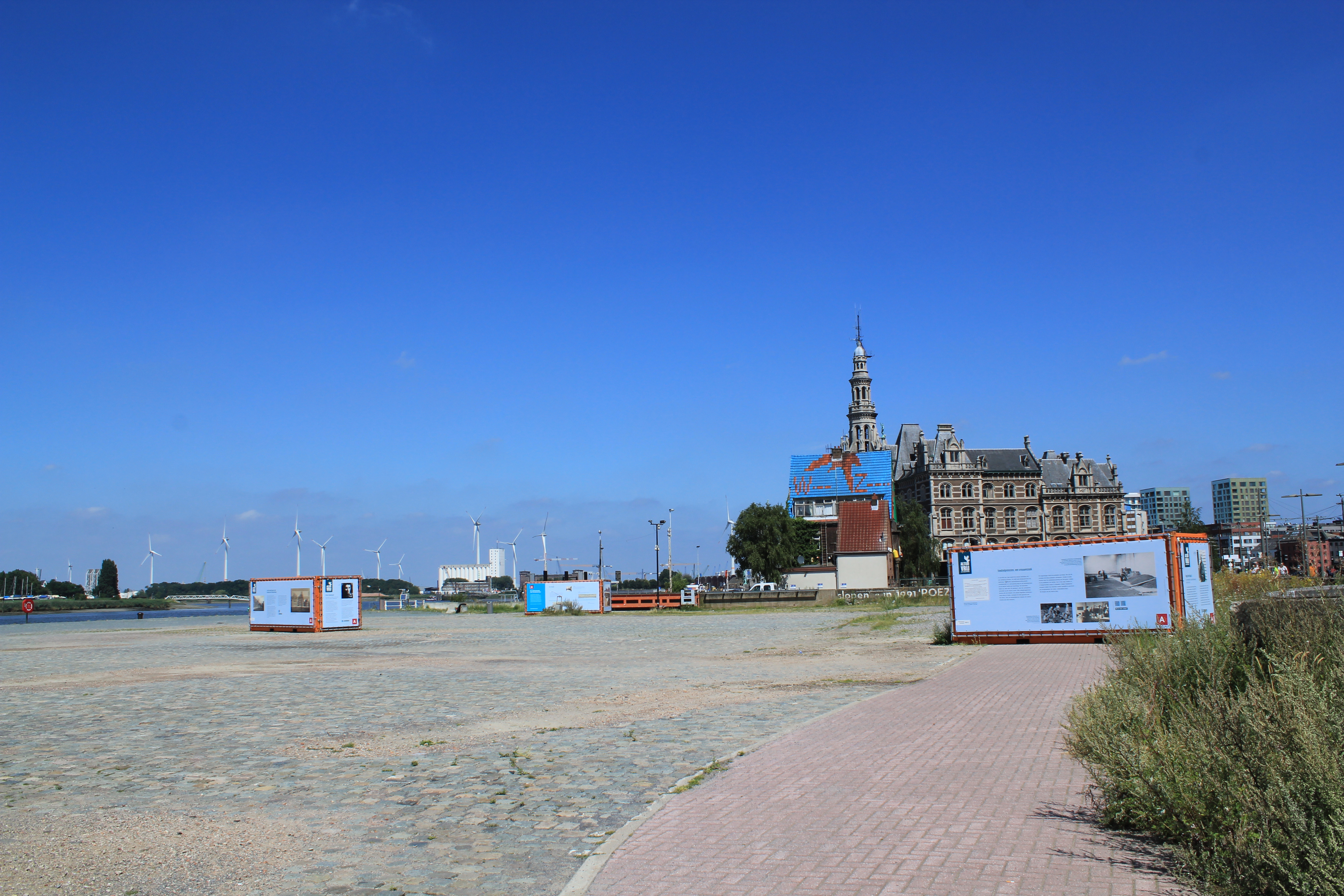
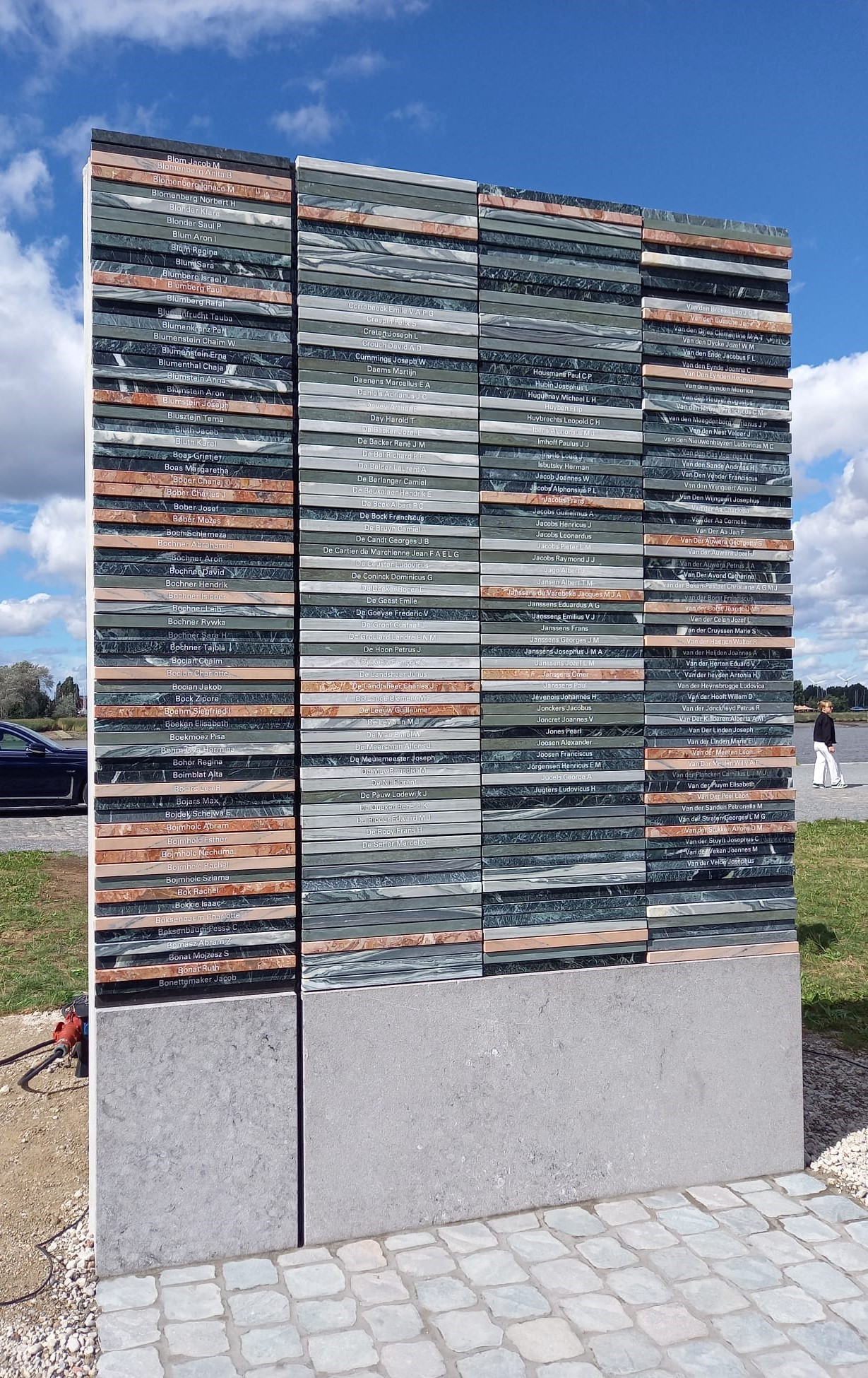
Impressie van het Namenmonument